# Saint-Nicodème
 Saint-Nicodème  (en bretón Sant-Nigouden) es una población y comuna francesa, situada en la región de Bretaña, departamento de Côtes-d'Armor, en el distrito de Guingamp y cantón de Callac.

## Demografía
| 356 | 316 | 274 | 226 | 209 | 168 |
| Para los censos de 1962 a 1999 la población legal corresponde a la población sin duplicidades (Fuente: INSEE [Consultar]) |     |     |     |     |     |